# Sehl

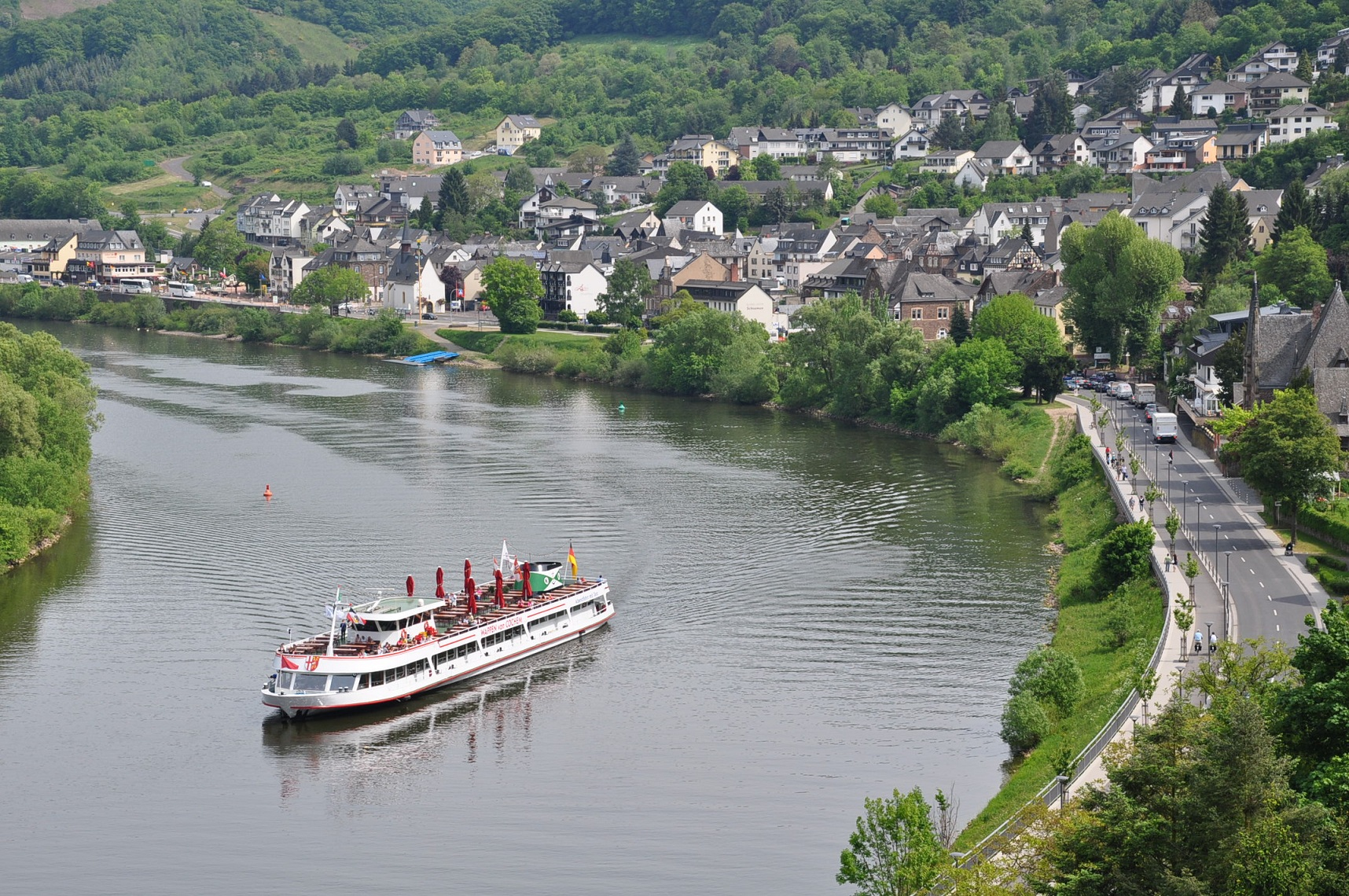
Sehl

Sehl is een van de vier stadsdelen van Cochem. Tot 1932 was het een zelfstandige gemeente. 

## Geografie
Sehl is gelegen aan de Moezel tussen Cochem en Ernst op een hoogte van 118 meter. Westelijk van Sehl loopt de Ellerer Straße naar de 385 meter hoog gelegen Eller Berg. Aan de andere kant van de Moezel recht tegenover Sehl bevindt zich het stadsdeel Cond. Het bekendste gebouw in Sehl is het Klooster Ebernach. Het stadsdeel telt ongeveer 1200 inwoners.

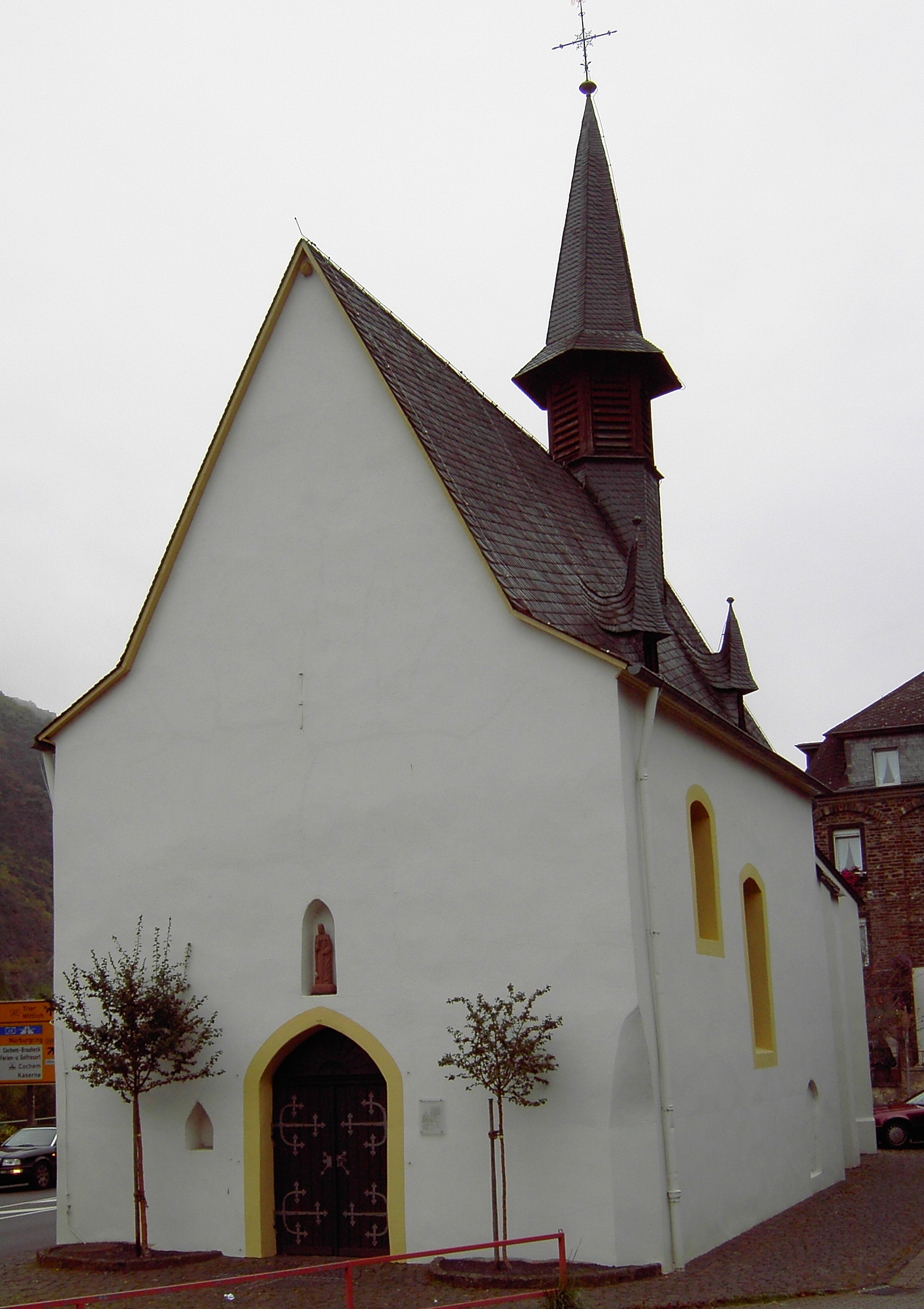
St. Antoniuskapel in Sehl
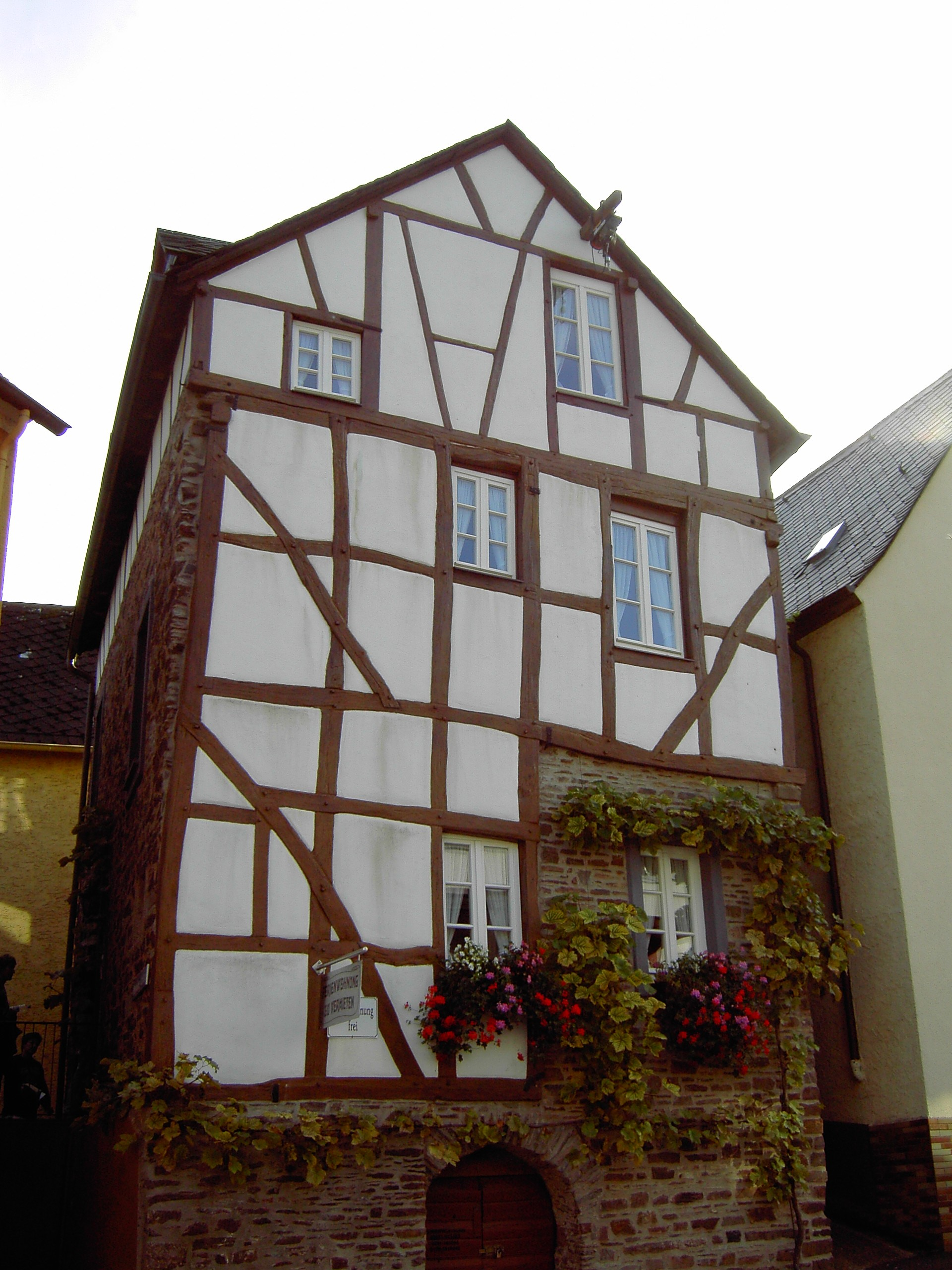
Vakwerkhuis uit 1374/1375
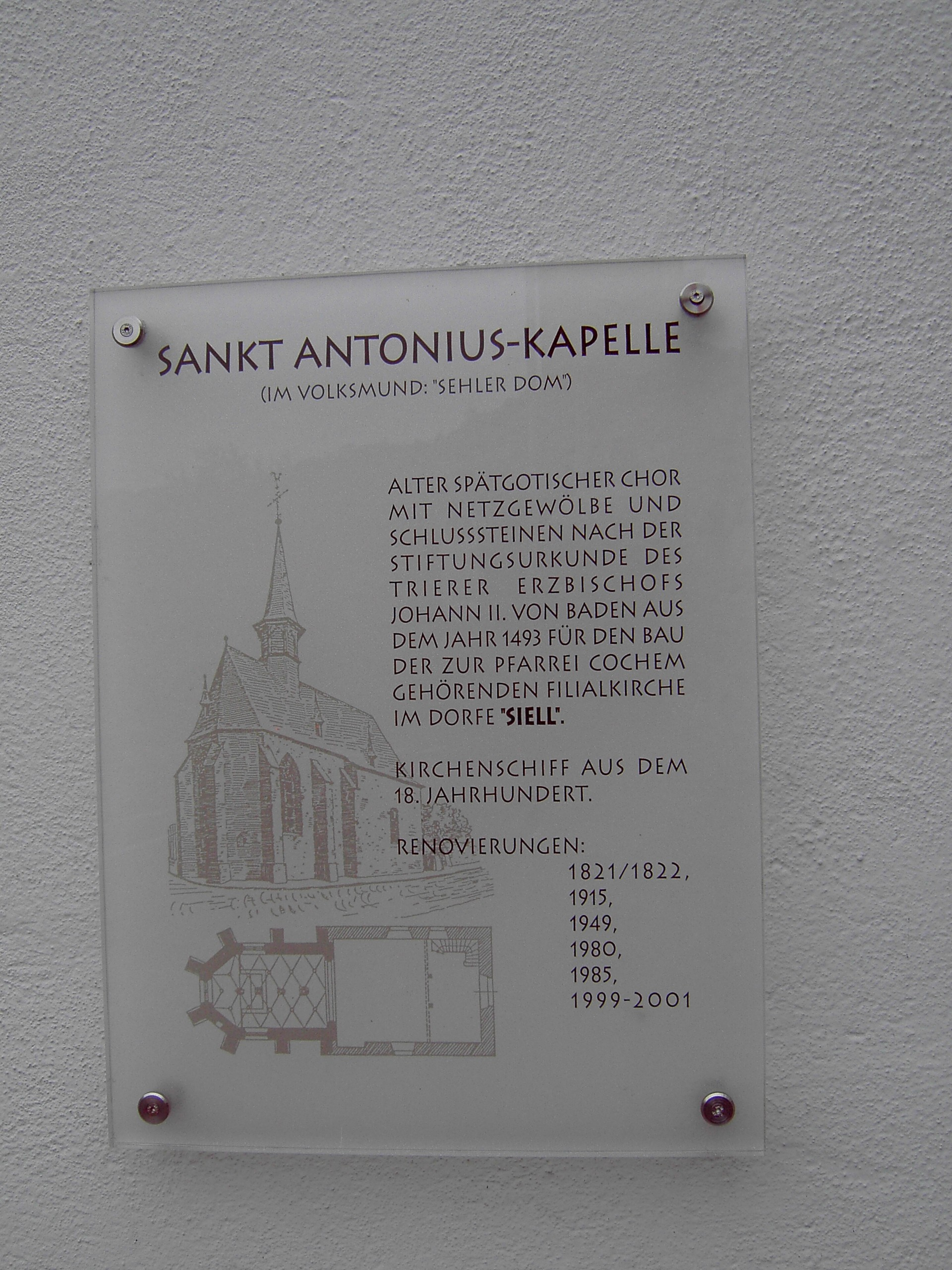
Infotafel van de St. Antoniuskapel